# Jan Rufin Zieliński
Jan Rufin Zieliński (zm. 1802) – generał major ziemiański w insurekcji kościuszkowskiej. 
Był oficerem wojsk koronnych, uczestniczył w walkach konfederacji barskiej na Mazowszu i Podlasiu. Po wybuchu insurekcji 1794 roku zorganizował w Ostrołęce oddział strzelców i podjął próbę obrony linii Narwi przeciwko wojskom pruskim. Odniósł kilka lokalnych zwycięstw ale nie uzyskawszy poparcia miejscowej szlachty i gen. Stanisława Mokronowskiego wycofał się do Łomży.